# Етимологічний словник топонімів України
«Етимологічний словник топонімів України» — етимологічний, топонімічний словник, у якому пояснено походження близько 3700 сучасних та історичних топонімів, які називають або називали раніше найвідоміші географічні об'єкти України: міста, селища, річки, озера, болота, гори, печери, ліси, заповідники, фізико-географічні та історико-етнографічні території тощо.
Етимологія цих назв показує формування топонімічного простору на українських землях від часів існування трипільської культури та індоєвропейської етномовної спільноти до сьогодення, а також багатовікову лінгвальну і позалінгвальну (історичну, географічну, етнографічну, культурну) інформацію, що презентує в динаміці фрагменти мовної картини світу.

## Додаткова інформація
Словник видано у 2014 році видавництвом «Академія».
Він містить понад 2600 етимологічних статей.
Автор — український мовознавець, доктор філологічних наук, професор Василь Вікторович Лучик.
Відповідальний редактор — академік НАН України, доктор філологічних наук, професор В. Г. Скляренко.
Рецензенти: доктор філологічних наук В. П. Шульга та доктор філологічних наук В. В. Жайворонок.
Рекомендовано до друку вченими радами Інституту мовознавства ім. О. О. Потебні НАН України (2014), Національного університету «Києво-Могилянська академія» (2014).